# هوبير وولف
هوبير وولف (بالألمانية: Hubert Wolf)‏ هو مؤرخ المسيحية ومؤرخ ألماني، ولد في 1959 في Wört ‏ في ألمانيا.

## وصلات خارجية
- هوبير وولف على موقع مونزينجر (الألمانية)